# 朱利斯·艾弗里
朱利斯·艾弗里（英語：Julius Avery）是一名澳大利亞男導演、編劇和製片人，知名作品如2018年電影《大君主行動》。

## 生平
朱利斯·艾弗里在西澳大利亞州彭伯頓長大，就讀墨尔本的維多利亞藝術學院。他編寫並執導了多部獲獎短片，包括2008年戛纳评审团大奖獲獎短片《油桶罐》（Jerrycan）。2012年編劇和製片的短片《碼鳥》（Yardbird）獲得了包括金棕櫚獎在內的多項戛纳大獎提名。兩者都是通過艾弗里的製作公司韁繩之路電影（Bridle Path Films）製作。2014年，艾弗里自編自導的犯罪驚悚片《槍之子》由布蘭頓·思懷茲、伊旺·麥奎格、艾莉西亞·薇坎德及傑克·科曼主演。之後他為坏机器人制片公司和派拉蒙影業執導了戰爭恐怖片《大君主行動》（2018年），J·J·亞伯拉罕擔任監製，主演陣容包括約翰·艾德坡、懷亞特·羅素、皮魯·艾斯貝克、伊恩·德·卡斯泰克、約翰·馬加羅和瑪蒂爾德·奧利維。
艾弗里曾被二十世紀福斯招募與馬修·范恩合作打造重拍版《飛俠哥頓》，但此項目最終被取消。他轉而執導由席維斯·史特龍主演的米高梅超級英雄電影《義勇超人》，於2022年上映。

## 作品列表
| 年份 | 標題             | 導演 | 編劇 | 製片 | 附註                     |
| ---- | ---------------- | ---- | ---- | ---- | ------------------------ |
| 2002 | 《火柴盒》（Matchbox）   | 是   | 是   | 是   | 短片；兼剪輯師和攝影指導 |
| 2004 | 《小男人》（Little Man）   | 是   | 是   |      | 短片                     |
| 2004 | 《溶劑》（Solvent）     | 是   |      |      | 短片；兼剪輯師           |
| 2005 | 《學徒》（Apprentice）     | 是   |      |      | 短片；攝影指導           |
| 2006 | 《小鎮盡頭》（End of Town） | 是   | 是   |      | 短片；兼剪輯師           |
| 2007 | 《坦克》（The Tank）     | 是   | 是   |      | 短片                     |
| 2008 | 《油桶罐》（Jerrycan）   | 是   | 是   |      | 短片                     |
| 2012 | 《碼鳥》（Yardbird）     |      | 是   | 執行 | 短片                     |
| 2014 | 《槍之子》       | 是   | 是   |      |                          |
| 2018 | 《大君主行動》   | 是   |      |      |                          |
| 2022 | 《義勇超人》     | 是   |      |      |                          |
| 2023 | 《梵蒂岡驅魔士》 | 是   |      |      |                          |

## 外部連結
- 朱利斯·艾弗里在互联网电影资料库（IMDb）上的資料（英文）